# Aberlin Tretsch
Aberlin Tretsch (* um 1500 in Stuttgart; † 1577 ebenda) war Baumeister und Architekt für Herzog Christoph von Württemberg.

## Leben
Seit 1537 ist er als Baumeister im Dienst von Herzog Christoph nachweisbar. Seine Aufgabe war die Durchführung des umfassenden Bauprogramms des Herzogs, weshalb er fast ausschließlich im Gebiet des Herzogtums Württemberg tätig war.
Sein wichtigstes Bauwerk war der Umbau des Alten Schlosses Stuttgart von einer mittelalterlichen Wasserburg zu einem repräsentativen Renaissanceschloss zwischen 1553 und 1563. Der alte Hauptbau wurde mit drei Flügelbauten um den Schlosshof erweitert. Zum Schlosshof erlauben seit dem Umbau dreistöckige Laubengänge, die mit kannelierten Säulen und verschiedenen Kapitellen geschmückt wurden, den Zugang zu den drei Schlossflügeln. Sie entsprechen allerdings nicht der klassischen Säulenordnung. 1562 wurde im Südwestflügel die Schlosskirche geweiht, die der erste protestantische Kirchenbau in Württemberg in der Bauform der Querkirche ist und sich von den altkirchlichen Vorbildern unterscheidet. Herzog Christoph von Württemberg schickte ihn 1563 auch nach Kulmbach zu seinem Schwager Markgraf Georg Friedrich d. Ä. zu Brandenburg. Er sollte die Baufortschritte auf der Plassenburg begutachten und nahm Einfluss auf die Planung der dortigen Schlosskirche, die ebenso wie ihr Stuttgarter Vorbild, dann als Querhauskirche gebaut wurde.
Weitere Bauten sind das Schloss Göppingen (1556–1565) und das Schloss Leonberg (1560–1565), der Ausbau von Schloss Waldenbuch (1558–1570) und Schloss Pfullingen (1560–1565) sowie der Schlossbau innerhalb der Festung Hohentwiel (1553/54). 1557 war er mit dem Neubau von Schloss Neuenbürg nahe Pforzheim beschäftigt. Zwischen 1557 und 1560 baute er das Augustinerkloster in Tübingen zum Tübinger Stift um. In Esslingen baute er den Blaubeurer Pfleghof (1575).
Kurz vor seinem Tod zog er die Bilanz seiner Berufstätigkeit: Sie habe ihm nicht mehr gebracht „dann ain dollen Kopf, böse blinde Augen, lame Schenkel und ain schwachen, kranken Laib“.
Ein berühmter Schüler war Blasius Berwart.

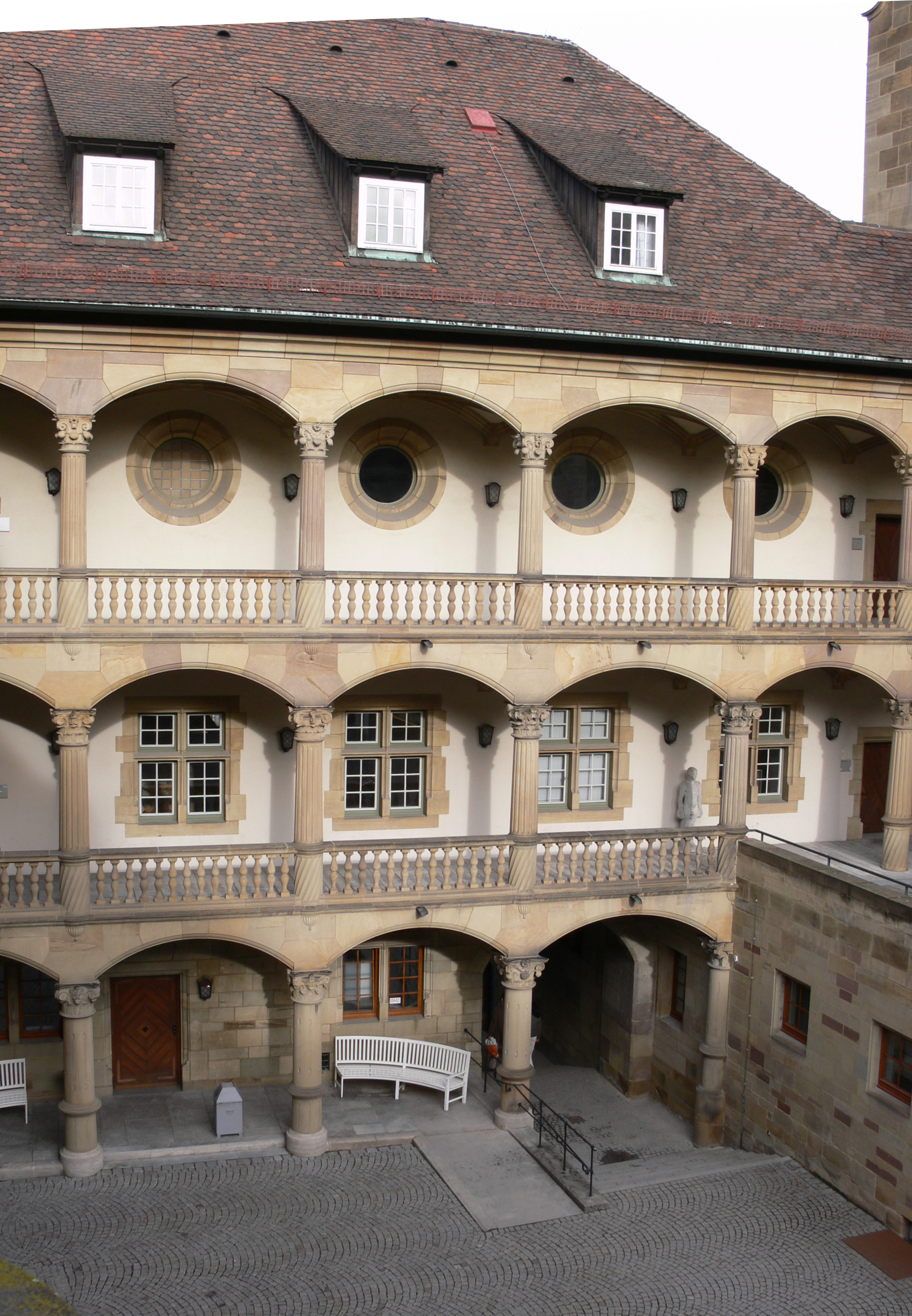
Arkadenhof des Alten Schlosses in Stuttgart
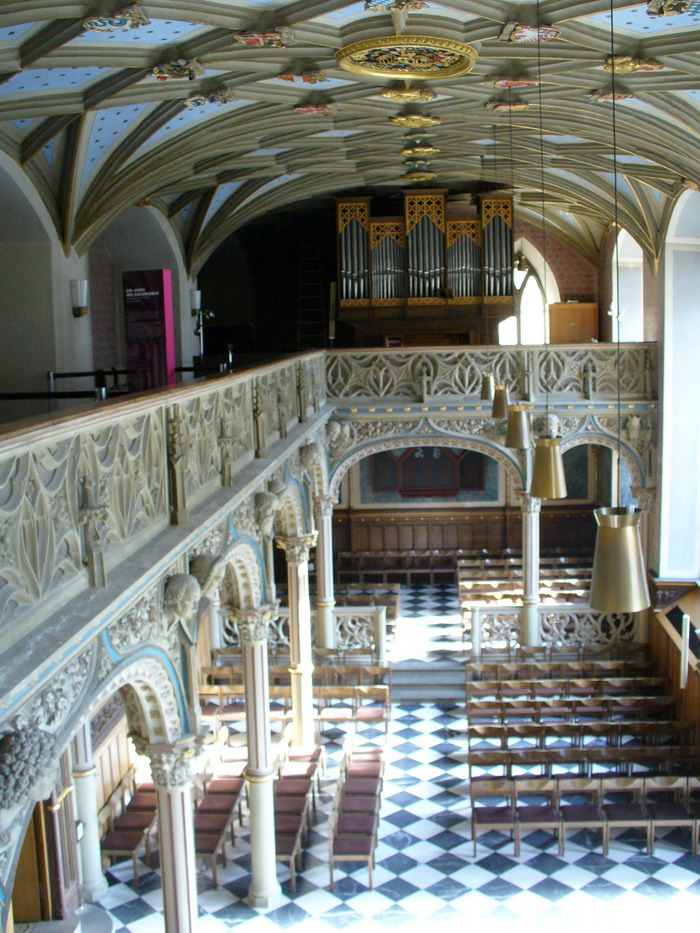
Schlosskirche (evangelisch)
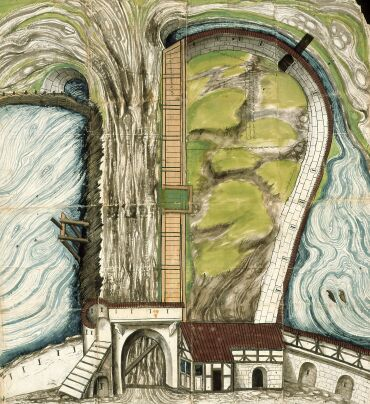
Fisierung zum Seewasen zu Stuttgart